# 购时尚 (电视节目)
购时尚曾是中央电视台财经频道播出的一档真人秀节目，在2011年接档《购物街》开播，节目有素人改造、穿搭方式、流行趋势、个人生活等一些内容，该节目于2015年10月停播